# Revenge of the Nerds III: The Next Generation
Revenge of the Nerds III: The Next Generation is een Amerikaanse televisiefilm uit 1992 onder regie van Roland Mesa. Het is het derde deel in de Revenge of the Nerds-filmserie.

## Rolverdeling
| Acteur             | Personage                   |
| ------------------ | --------------------------- |
| Robert Carradine   | Lewis "Lew" Skolnick        |
| Ted McGinley       | Stanley Harvey "Stan" Gable |
| Curtis Armstrong   | Dudley "Booger" Dawson      |
| Julia Montgomery   | Betty Childs Skolnick       |
| Morton Downey, Jr. | Orrin Price                 |
| Gregg Binkley      | Harold Skolnick             |
| Jennifer Bassey    | Ruth                        |
| Richard Israel     | Ira Poppus                  |
| Henry Cho          | Steve Toyota                |
| Bernie Casey       | U.N. Jefferson              |
| James Cromwell     | Mr. Skolnick                |
| Mark Clayman       | Bobo Peterson               |
| Mike Greenwood     | Gilbert Lowe                |
| Laurel Moglen      | Judy                        |
| Larry B. Scott     | Lamar Latrelle              |
| Sean Whalen        | Harold Wormser              |
| Brian Tochi        | Takashi Toshiro             |
| John Pinette       | Trevor Gulf                 |
| Chi McBride        | Malcolm Pennington III      |
| Grant Heslov       | Mason                       |